# Cantone di Saint-Porchaire
Il Cantone di Saint-Porchaire /sɛ̃pɔʁˈʃɛʁ/ è una divisione amministrativa dell'arrondissement di Saintes.
A seguito della riforma approvata con decreto del 27 febbraio 2014, che ha avuto attuazione dopo le elezioni dipartimentali del 2015, è passato da 15 a 20 comuni.

## Composizione
I 15 comuni facenti parte prima della riforma del 2014 erano:
- Beurlay
- Crazannes
- Les Essards
- Geay
- Plassay
- Pont-l'Abbé-d'Arnoult
- Port-d'Envaux
- Romegoux
- Saint-Porchaire
- Sainte-Gemme
- Sainte-Radegonde
- Saint-Sulpice-d'Arnoult
- Soulignonne
- Trizay
- La Vallée

Dal 2015 i comuni appartenenti al cantone sono i seguenti 20:
- Balanzac
- Beurlay
- Crazannes
- Écurat
- Les Essards
- Geay
- Nancras
- Nieul-lès-Saintes
- Plassay
- Pont-l'Abbé-d'Arnoult
- Port-d'Envaux
- Romegoux
- Saint-Georges-des-Coteaux
- Saint-Porchaire
- Saint-Sulpice-d'Arnoult
- Sainte-Gemme
- Sainte-Radegonde
- Soulignonne
- Trizay
- La Vallée